# Michal Vičan
Michal Vičan (né le 26 mars 1925 à Hlohovec en Tchécoslovaquie, aujourd'hui en Slovaquie, et mort le 27 janvier 1986 à Bratislava) est un joueur de football international tchécoslovaque (slovaque), qui devient ensuite entraîneur.

## Biographie
En tant que joueur, il compte à son actif dix sélections pour l'équipe de Tchécoslovaquie, entre 1947 et 1952.
Il est surtout connu pour avoir marqué l'histoire du club du ŠK Slovan Bratislava (il y joua et entraîna), menant en tant qu'entraîneur le club à la victoire de la coupe d'Europe des vainqueurs de coupe en 1968-69, battant le FC Barcelone en finale.

## Palmarès

### Palmarès de joueur
Slovan Bratislava
- Championnat de Tchécoslovaquie (4) :
  - Champion : 1949, 1950, 1951 et 1955.
  - Vice-champion : 1952 et 1956.

### Palmarès d'entraineur
| Jednota Trenčín - Coupe Mitropa : - Finaliste : 1966. |  | Slovan Bratislava - Championnat de Tchécoslovaquie (1) : - Champion : 1969-70. - Vice-champion : 1968-69. - Coupe de Slovaquie (2) : - Vainqueur : 1969-70 et 1982-83. - Finaliste : 1970-71. - coupe d'Europe des vainqueurs de coupe (1) : - Vainqueur : 1968-69. |  | Ruch Chorzów - Championnat de Pologne (2) : - Champion : 1973-74 et 1974-75. - Vice-champion : 1972-73. - Coupe de Pologne (1) : - Vainqueur : 1973-74. |